# Via retal
Via retal ou per rectum, ou ainda PR é uma via de administração onde o fármaco é aplicado na região retal. Sua indicação é impopular e desconfortável. O fármaco é formulado em um supositório ou enema retal, aplicados acima do esfíncter anal interno e do anel anorretal. Os medicamentos administrados pela via retal podem produzir efeitos locais ou sistêmicos. Utiliza-se essa via nos casos dos pacientes inconscientes, vomitando ou incapaz de deglutir; para preparo cirúrgico e diagnóstico, como também para aliviar o intestino do conteúdo das fezes nos casos de constipação intestinal.

## Caracterização

Um reto humano

A lentidão desta via de administração pode ser explicada pela ausência de vilosidades intestinais no reto. 

## Vantagens
Protege os fármacos suscetíveis da inativação gastrointestinal e hepática, pois somente 50% do fluxo venoso retal tem acesso à circulação porta.

## Desvantagens
A absorção pode ser errática ou incompleta, especialmente em pacientes com motilidade intestinal aumentada. Além disso, pode irritar a mucosa retal.

## Indicações
Estados de coma, inconsciência, náuseas e vômitos.

## Exemplos de fármacos
Muitos fármacos podem ser absorvidos pela mucosa retal tais como o diazepam e o metronidazol, e alguns antiinflamatórios, antieméticos e anticonvulsivos.